# 莫哈卡尔
莫哈卡尔，是西班牙安达卢西亚自治区阿尔梅里亚省的一个市镇。 总面积71km2, 总人口4291人（2001年），人口密度60人/km2。